# Spencer B. Horn
Spencer Bertram Horn (18 avril 1895 - 18 octobre 1969) est un militaire britannique, as de l'aviation de la Première Guerre mondiale, crédité de treize victoires aériennes.  Bien que détaché dans l'aviation pendant la Première Guerre mondiale, il retourne dans son régiment de dragons après la fin de la guerre. Horn sert ensuite en Inde dans les années 1920 et 1930, tandis que son unité de cavalerie se transforme en unité blindée. Horn sert en Inde pendant la Seconde Guerre mondiale, et se retire du service actif le 3 octobre 1946, et de la réserve le 15 novembre 1950.

## Biographie
Horn était le plus jeune des sept enfants nés de Penelope Elizabeth Belt et de William Austin Horn. Ses deux frères aînés sont nés en Australie, mais les parents de Horn sont retournés en Angleterre et ont débarqué la veille de sa naissance.

### Première Guerre Mondiale
Après avoir obtenu le diplôme du Royal Military College, Horn est nommé sous-lieutenant au 3rd Dragoon Guards (en) le 1er octobre 1914.  Il est promu lieutenant le 27 septembre 1915. Le 29 février 1916, Horn est détaché au Machine Gun Corps (en), un corps servant à fournir des mitrailleurs aux unités déployées sur le front de l'Ouest. En l'occurrence, Spencer Horn fut déployé comme mitrailleur dans des unités de cavalerie. Il est ensuite transféré au Royal Flying Corps le 3 avril 1917.

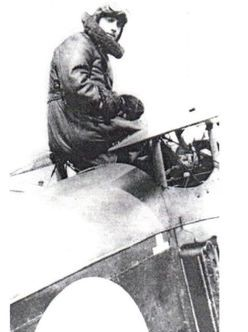
Spencer B. Horn dans un Sopwith Dolphin.

Après un entraînement de pilote, il est affecté au No. 60 Squadron RFC (en), d'avril à novembre 1917, sous le commandement de Billy Bishop. Horn remporte ses deux premières victoires aériennes aux commandes d'un chasseur Nieuport les 2 et 6 mai 1917. L'escadron se dote ensuite de Royal Aircraft Factory SE.5a. Sur ce nouvel appareil, Horn et William Molesworth (en) mettent le feu à un Albatros D.III le 5 août 1917. Lorsque Bishop est transféré pour commander le No. 85 Squadron RFC, Horn prend sa place en tant que commandant de l'escadrille C le 29 août 1917 avec le grade provisoire de capitaine. Horn totalise 6 victoires le 5 septembre 1917.  En octobre 1917, il est décoré de la Military Cross. Il est ensuite affecté à un poste d'instructeur à Ayr. Pendant huit mois, Horn ne participe donc pas aux combats
Billy Bishop le fait finalement transférer en mars 1918 dans le No. 85 Squadron RFC. À partir du 30 mai 1918 et jusqu'au 17 septembre 1918, il remporte sept nouvelles victoires. Son bilan à la fin de la guerre est de sept avions ennemis détruits et six mis hors de contrôle'.

### Entre-deux-guerres
Horn est promu capitaine à titre permanent le 5 décembre 1918 et le 4 décembre 1919, il quitte la Royal Air Force pour retourner dans le 3rd Dragoon Guards (en).
En octobre 1922, alors qu'il est basé à Sialkot, en Inde, le régiment de Spencer Horn est fusionné avec le 6e régiment de dragons pour former le 3rd Carabiniers (en), et Horn garde son grade dans sa nouvelle unité.  Le 15 février 1923, il est détaché à l'état-major de l'armée britannique. Horn ne réintègre son régiment, désormais basé dans le Wiltshire, que le 9 avril 1927. Horn est promu major le 4 octobre 1931.  Son régiment retourne à Sialkot en octobre 1936, où il est converti unité de chars d'assaut et intégré dans le Royal Armoured Corps au début de 1939.

### Seconde Guerre Mondiale
Le 3e Carabiniers reste en Inde pendant la guerre, et Horn est promu lieutenant-colonel, prenant le commandement de son régiment, le 24 octobre 1941. Ses papiers, conservés au Imperial War Museum, font référence à sa participation à la préparation de l'opération Bodyguard, un plan de diversion visant à masquer les préparatifs du débarquement en Normandie. 

### Fin de carrière et mort
Horn prend sa retraite de l'armée le 3 octobre 1946, mais reste dans la réserve des officiers jusqu'au 15 novembre 1950.
Il est décède à Aldbourne, en Angleterre, le 18 octobre 1969.